# Gustavus Hennings
Pour les articles homonymes, voir Hennings.
Gustavus Hennings est un homme d'affaires allemand du XIXe siècle devenu brièvement homme politique aux Fidji pré-coloniales.

## Biographie
Suivant l'exemple de son frère William, il s'établit aux Fidji dans les années 1860 et devient propriétaire de plusieurs plantations de cotton et de café aux abords de la rivière Rewa (en) sur l'île de Viti Levu, ainsi que sur d'autres îles de l'archipel. Un autre de ses frères, Friedrich, s'y établit également comme planteur et est nommé consul de la confédération de l'Allemagne du Nord aux Fidji par Otto von Bismarck, puis consul d'Allemagne après l'unification de celle-ci en janvier 1871. Les frères Hennings, souhaitant voir se former un État fidjien capable de garantir un état de droit, soutiennent l'initiative du roi auto-proclamé Seru Epenisa Cakobau de nommer un gouvernement et de convoquer une Assemblée législative pour moitié constituée de chefs autochtones et pour moitié de représentants élus par la petite communauté européenne du pays. Gustavus Hennings accepte le poste de ministre sans portefeuille dans le gouvernement formé par le colon australien Sydney Burt sous l'autorité du roi fidjien en juin 1871, et les frères Hennings siègent tous trois à l'Assemblée législative - Gustavus Hennings comme député de Rewa-nord.
En septembre 1873, il occupe provisoirement la fonction de consul d'Allemagne, son frère étant absent à Sydney. À cette date, Gustavus Hennings s'est rangé au côté des colons européens opposés au gouvernement du roi, désormais mené par le Premier ministre George Austin Woods qui peine grandement à lever l'impôt, combler le déficit public du royaume et faire respecter ses lois par les colons. Les frères Hennings s'opposent notamment aux tentatives du gouvernement de réguler les conditions de travail des autochtones fidjiens sur les plantations,. Les Fidji deviennent une colonie britannique en octobre 1874, les autorités britanniques s'engageant à respecter les droits et les prérogatives coutumiers des chefs autochtones. Friedrich et Gustavus, qui connaissent désormais de graves difficultés financières, se spécialisent ensemble dans la culture de la cane à sucre à la fin des années 1870 et dans les années 1880. Gustavus meurt d'alcoolémie dans les années 1880,.